# Astracantha crenophila
Astracantha crenophila är en ärtväxtart som först beskrevs av Pierre Edmond Boissier, och fick sitt nu gällande namn av Dieter Podlech. Astracantha crenophila ingår i släktet Astracantha och familjen ärtväxter. Inga underarter finns listade i Catalogue of Life.